# Parozodera farinosa
Parozodera farinosa är en skalbaggsart som först beskrevs av Hermann Burmeister 1865.  Parozodera farinosa ingår i släktet Parozodera och familjen långhorningar. Inga underarter finns listade i Catalogue of Life.